# ドウェイン・フェルミューレン
ドウェイン・フェルミューレン（Duane Vermeulen、1986年7月3日 - ）は、ユナイテッド・ラグビー・チャンピオンシップアルスターに所属するラグビー選手。本名は「Daniel Johannes Vermeulen」。

## プロフィール
- 南アフリカ・ネルスプロイト出身。
- ポジションはナンバーエイト(No.8)。
- 身長 193cm、体重 120kg
- 南アフリカ代表キャップは54（2021年10月現在）でラグビーワールドカップ2015・ラグビーワールドカップ2019の南アフリカ代表に選ばれた[2]。
- バーバリアンズに選ばれたことがある。

## 略歴
ネルスプリット高校、ランドアフリカーンズ大学、ストーマーズ、チーターズを経て、2015年、RCトゥーロンに加入。
2018年、クボタスピアーズ(現クボタスピアーズ船橋・東京ベイ)に加入。同年8月31日に行われたジャパンラグビートップリーグ第1節のパナソニック ワイルドナイツ戦にて先発出場で日本での公式戦初出場を果たす。
2020年、クボタスピアーズを退団後、ブルー・ブルズを経て、2021年、アルスターに加入。